# هانك غاريت
هانك غاريت (بالإنجليزية: Hank Garrett)‏ هو ممثل أمريكي، ولد في 26 أكتوبر 1931 في الولايات المتحدة.

## وصلات خارجية
- هانك غاريت على موقع IMDb (الإنجليزية)
- هانك غاريت على موقع ألو سيني (الفرنسية)
- هانك غاريت على موقع أول موفي (الإنجليزية)
- هانك غاريت على موقع قاعدة بيانات الأفلام السويدية (السويدية)
- هانك غاريت على موقع قاعدة بيانات الفيلم (الإنجليزية)
- هانك غاريت على موقع كينوبويسك (الروسية)